# Patriarca Grego Ortodoxo de Jerusalém
O Patriarca Grego Ortodoxo de Jerusalém (grego: Πατριάρχης Ιεροσολύμων; árabe: بطريرك القدس; hebraico: פטריארך ירושלים) é o bispo que lidera a Igreja Grega Ortodoxa de Jerusalém, estando em quarto lugar de precedência entre os nove patriarcas da Igreja Ortodoxa. Desde 2005, quem ocupa a posição é o patriarca Teófilo III. O título oficial do patriarca é "Patriarca da Cidade Sagrada de Jerusalém e toda a Palestina, Síria e Cisjordânia, Caná da Galileia e de Santo Sião". O patriarca é também o líder da Irmandade do Santo Sepulcro e o líder religioso de aproximadamente 130.000 cristãos ortodoxos na Terra Santa, a maior parte deles de origem palestina.
O patriarca descende de uma linha sucessória que remonta os primeiros bispos cristãos de Jerusalém, o primeiro deles sendo tradicionalmente considerado como sendo Tiago, o Justo, no século I d.C. A cidade de Jerusalém foi reconhecida como um patriarcado no Concílio de Calcedônia, em 451 d.C.
Sobre a importância de Jerusalém, a Enciclopédia Católica diz:
| “ | Durante o cristianismo primitivo, a igreja no local [o cenáculo da Santa Ceia] era o centro da cristandade em Jerusalém, 'A Santa e Gloriosa Sião, mãe de todas as igrejas'. Certamente nenhum outro lugar na cristandade pode ser mais venerável que o local da Última Ceia, que se tornou a primeira igreja." | ” |
|   | — Enciclopédia Católica. |   |

## Posição atual
Atualmente, a sede do patriarcado é na Igreja do Santo Sepulcro, em Jerusalém.
O número de cristãos ortodoxos na Terra Santa é estimado como sendo por volta de 200.000 pessoas. A maioria dos membros é de origem árabe-palestina, com grupos minoritários de origem russa, romena e georgiana.
O patriarcado esteve recentemente envolvido numa importante controvérsia. O patriarca Irineu, eleito em 2001, foi deposto, por decisão do Santo Sínodo de Jerusalém, após ter seu nome envolvido no escândalo da venda de terras da igreja em Jerusalém Oriental para investidores israelenses. Esta venda enfureceu muitos fiéis palestinos, pois a terra estava numa área onde a maior parte deles deseja que um dia fizesse parte do Estado Palestino. Em 24 de maio de 2005, um sínodo pan-ortodoxo especial foi convocado em Constantinopla (Istambul) para rever as decisões do Santo Sínodo. O sínodo pan-ortodoxo, sob a presidência do patriarca ecumênico Bartolomeu I, votou em massa confirmando a decisão da Irmandade do Santo Sepulcro e para retirar o nome de Irineu dos dípticos (o que equivale à excomunhão na tradição ocidental) e, em 30 de maio, o Santo Sínodo escolheu o metropolita Cornélio, de Petra, para servir como lugar-tenente, ficando pendente a eleição de um substituto para Irineu. Em 22 de agosto de 2005, o Santo Sínodo da Igreja de Jerusalém elegeu unanimemente Teófilo III, o antigo arcebispo de Tabor, como o 141º patriarca de Jerusalém.

## Hierarquia do trono
- Metropolita de Cesareia : Basílio (Christos Blatsos)
- Metropolita de Citópolis : Jacó (George Kapenekas)
- Metropolita de Petra : Cornélio (Emmanuel Rodousakis)
- Metropolita de Ptolemais : Paládio (Vasilios Antoniou)
- Metropolita de Nazaré : Ciríaco (Andreas Georgopetris)
- Metropolita de Flávia Nápoles : Ambrósio (Nikolaos Antonopoulos)
- Metropolita de Capitolias : Isyhios (Elias Condogiannis)
- Metropolita de Bostra : Timóteos (Theodoros Margaritis)
- Metropolita de Eleuterópolis : Cristódulo (Christos Saridakis)
- Metropolita de Filadéfia : Benedito (George Tsekouras)
- Arcebispo de Gérasa : Teófanes (Theodosios Hasapakis)
- Arcebispo de Tiberíades : Aleixo (Alexios Moschonas)
- Arcebispo de Ábila : Doroteu (Demetrios Leovaris)
- Arcebispo de Jope : Damasceno (Anastasios Gaganiaras)
- Arcebispo de Constantina : Aristarco (Antonios Peristeris)
- Arcebispo de Monte Tabor : Metódio (Nikolaos Liveris)
- Arcebispo de Jordânia : Teofilacto (Theodosios Georgiadis)
- Arcebispo de Sebastia : Teodósio (Nizar Hanna)
- Arcebispo de Ascalão : Nicéforo (Nikolaos Baltadgis)
- Arcebispo de Diocaesareia : Vago